# Кулмин ап Петрок
Кулмин ап Петрок (корн. Culmin ap Petroc; 620—661) — король Думнонии (658—661).

## Биография
Большинство сведений о Кулмине имеют полулегендарный характер. Согласно им, он был сыном короля Думнонии Петрока ап Клемена, погибшего в 658 году. После смерти отца Кулмин сам взошёл на престол Думнонии, но уже в 661 году он погиб в битве при Посбери, разбитый королём Уэссекса Кенвалом.
После этого поражения Думнония окончательно потеряла восточные территории: граница между Думнонией и Уэссексом была установлена по реке Парретт.
После гибели Кулмина ап Петрока новым королём Думнонии стал его сын Дунгарт.